# Paulo Marcelo Gehm Hoff

Paulo Hoff, oncologista, em foto tirada na capital paulista

Paulo Hoff (Paranavaí, 8 de setembro de 1968) é um médico, pesquisador, acadêmico e escritor brasileiro. É considerado um dos mais importantes profissionais na área de oncologia no Brasil e no mundo. Membro da Academia Nacional de Medicina, presidente do Grupo Oncologia D’Or, vice-presidente do  Conselho Diretor do Instituto do Câncer do Estado de São Paulo (Icesp) e líder do Projeto Oncologia na Rede D’Or São Luiz, Hoff ocupa outras posições estratégicas em pesquisa e tratamento oncológico, como integrante do Grupo Técnico de Tumores Gastrointestinais da Secretaria de Estado da Saúde de São Paulo e da Congregação da Faculdade de Medicina da USP.
Em 2016, foi eleito membro da Academia Nacional de Medicina, ocupando a vaga que tem Aloísio de Castro como patrono. Também atua como colaborador no blog de saúde Receita de Médico, do site jornalístico  oglobo.com, ligado ao Grupo Globo de Comunicação, além de participar de eventos científicos e para a população em geral. 

## Biografia
Paulo Marcelo Gehm Hoff nasceu em 8 de setembro de 1968, em Paranavaí (PR), fez graduação em medicina pela Universidade de Brasília (1991) e residência em medicina interna no Jackson Memorial Hospital da Universidade de Miami.

## Atuação
A trajetória profissional de Hoff inclui mais de 300 artigos publicados e centenas de citações em pesquisas, trabalhos científicos 2, entrevistas 3, além da participação em importantes instituições de medicina, como membro do Conselho Diretor da American Society of Clinical Oncology, presidente da Comissão Científica em Vigilância da Agência Nacional de Vigilância Sanitária. diretor do Grupo de Câncer Colorretal do National Surgical Adjuvant Bowel and Breast Project (NSABP) e do Southwest Oncology Group (SWOG) e coordenador do Núcleo de Estudos Clínicos em Câncer (NECC) do Hospital Israelita Albert Einstein.
A contribuição de Paulo Hoff para a difusão de pesquisas e descobertas na oncologia incluem também uma vertente literária, com 10 livros publicados 4, um deles, “Tratado de Oncologia5”, recebeu o Prêmio Jabuti em 2014 como melhor obra acadêmica e científica.
Paulo Hoff também é membro da Sociedade Brasileira de Oncologia Clínica (SBOC), da Sociedade Brasileira de Cancerologia (SBC), da American Society of Clinical Oncology (ASCO) [6] e da European Society for Medical Oncology (ESMO) [7].

## Trajetória acadêmica
- 1986/1991 -  Graduação em medicina na Universidade de Brasília
- 1992/1995 - Residência médica na University of Miami
- 1995/1998 - Pós-doutorado na The University of Texas Medical School at Houston
- 1995/1997 - Especialização em Hematologia no Baylor College of Medicine e especialização em Oncologia no M. D. Anderson Cancer Center, da Universidade do Texas.
- 1998/2000 - Professor associado e vice-coordenador do Departamento de Oncologia Gastrintestinal do M. D. Anderson Cancer Center da University of Texas
- 2001/2003 - Coordenador do Núcleo de Estudos Clínicos em Câncer (NECC) do Hospital Albert Einstein
- 2006/2007 - Doutor em Ciências pela Universidade de São Paulo
- 2008 - Livre docência na Universidade de São Paulo

## Atividades profissionais atuais
- Presidente da Oncologia da Rede D’OR São Luiz (2022/presente), o mais novo e moderno Hospital para tratamento do Câncer;
- Diretor Técnico da Divisão de Oncologia, diretor do Núcleo de Pesquisa e membro do Conselho Diretor do Instituto do Câncer do Estado de São Paulo (2022/presente);
- Professor titular de Oncologia Clínica da Faculdade de Medicina da USP (FMUSP) (2009/presente)
- Membro do Comitê Estadual de Referência em Oncologia da Secretaria de Saúde do Estado de São Paulo (2012/presente)
- Composição do Comitê de Referência em Oncologia do Estado de São Paulo - Secretaria da Saúde - Governo do Estado de São Paulo (saude.sp.gov.br)

## Trajetória Profissional
- 2006/2017 - Diretor executivo do Hospital Sírio-Libanês
- 2008/2014 - Diretor Clínico do Instituto do Câncer do Estado de São Paulo (Icesp)
- 2008/2017 - Membro da Congregação da Faculdade de Medicina da USP
- 2008/2018 - Conselheiro Científico do Grupo Técnico de Tumores Gastrointestinais da Secretaria de Estado da Saúde de São Paulo
- 2009 (atual) - Professor titular de Oncologia Clínica da Faculdade de Medicina da USP
- 2011/2014 - Diretor Clínico e diretor Geral em Exercício do Instituto do Câncer do Estado de São Paulo (Icesp)
- 2011/2017 - Diretor-geral do Centro de Oncologia do Hospital Sírio Libanês
- 2013/2018 - Membro do Conselho Diretor da American Society of Clinical Oncology (ASCO)
- 2013/2018 - Presidente da Comissão Cientifica em Vigilância Agencia Nacional de Vigilância Sanitária (Anvisa)
- 2015/2020 - Diretor Geral do Instituto do Câncer do Estado de São Paulo (Icesp)
- 2015/2020 - Vice-Presidente do Conselho Diretor do Instituto do Câncer do Estado de São Paulo (Icesp)
- 2021/2022 - Presidente do Conselho Diretor do Instituto do Câncer do Estado de São Paulo (Icesp)
- 2021/2022 - Eleito a presidente da diretoria da Sociedade Brasileira de Oncologia (SBOC)
- 2022/Atual - Diretor Técnico da Divisão de Oncologia, diretor do Núcleo de Pesquisa e membro do Conselho Diretor do Instituto do Câncer do Estado de São Paulo (Icesp)
- 2022/Atual - Presidente da Oncologia da Rede D’OR São Luiz
- 2023 - Presidente de Honra da Sociedade Brasileira de Oncologia

## Premiações
Confira todas as premiações em tabela
Ficheiro:Tabela Paulo Hoff Wikipédia.jpg
Lista cronológica
- 2024 - Personalidade do Ano na Saúde, feira Hospitalar[3]
- 2018 – Medalha Embaixador Sérgio Vieira de Mello, Organização das Nações Unidas
- 2018 - Fellow of the American Society of Clinical Oncology; reconhecimento aos membros da ASCO pelo extraordinário serviço voluntário, dedicação, compromisso e esforços em prol da oncologia
- 2018 - Personalidade Médica, Doctalks
- 2017 - Senior Fellowship Award, University of Miami Health System.
- 2017 – Eleito membro titular da Academia Nacional de Medicina (2017-presente)
- 2017 - Mérito proﬁssional, Associação Beneﬁcente e Cultural da Comunidade do Hospital das Clínicas de São Paulo
- 2017 - Outorga Colar "Ibrahim de Almeida Nobre ", Governo do Estado de São Paulo
- 2015  Mérito proﬁssional, Academia Brasileira de Ciências, Artes, História e Literatura
- 2014 – Prêmio Jabuti na categoria “Ciências da Saúde” com o livro “Tratado de Oncologia”, editora Atheneu, organizado
- 2013 - Primeiro brasileiro eleito para o Conselho Diretor da American Society of Clinical Oncology (ASCO)
- 2012 - Prêmio José Francisco Xavier Sigaud de Excelência Médica: “Uma das autoridades médicas mundiais em neoplasias gastrointestinais", Congresso Franco-Brasileiro
- 2008 -  America's top Oncologist, Guide to America's Top Oncologists
- 2005 - America's Top Physicians, Consumer's Research Council of America
- 2003 - Prêmio de Pesquisador Eminente em Câncer, South American Oﬃce for Drug Development e Sociedade Brasileira de Cancerologia
- 2000 - Professor do Ano do MD Anderson Cancer Center, Universidade do Texas
- 1998 - Merit Award, American Society of Clinical Oncology
- 1998 - Outstanding Achievement Award in Cancer Research, Pharmacia & Upjohn Research

## Destaques na mídia
2024
Folha de S.Paulo: Paulo Hoff ganhará prêmio de personalidade do ano na área da saúde -  https://www1.folha.uol.com.br/colunas/monicabergamo/2024/05/paulo-hoff-ganhara-premio-de-personalidade-do-ano-na-area-da-saude.shtml
O Globo: O surpreendente papel do intestino e suas bactérias - https://oglobo.globo.com/blogs/receita-de-medico/post/2024/01/o-surpreendente-papel-do-intestino-e-suas-bacterias.ghtml
Jovem Pan: Dr. Paulo Hoff: Intestino é rico em neurônios e é chamado de 2º cérebro - https://www.dailymotion.com/video/x8vn0nc
2023
TV Globo (Conversa com Bial): Dr. Paulo Hoff explica por que benefícios da fosfoetanolamina não foram cientificamente comprovados - https://gshow.globo.com/programas/conversa-com-bial/episodio/2023/09/06/videos-do-episodio-de-conversa-com-bial-de-terca-feira-5-de-setembro-de-2023.ghtml
Veja (Saúde): A biopsia líquida e a caça ao câncer pelo sangue - https://saude.abril.com.br/medicina/biopsia-liquida-exame-de-cancer-pelo-sangue
Folha de S.Paulo: Câncer colorretal pode estar aumentando em jovens no Brasil, mas faltam dados - https://www1.folha.uol.com.br/equilibrio/2023/04/cancer-colorretal-pode-estar-aumentando-em-jovens-no-brasil-mas-faltam-dados.shtml
O Globo: Tem que Ler: tire suas dúvidas com um dos melhores oncologistas do país! Faça sua pergunta –https://oglobo.globo.com/saude/tem-que-ler/noticia/2023/11/13/tem-que-ler-tire-suas-duvidas-com-um-dos-melhores-oncologistas-do-pais-faca-sua-pergunta.ghtml
O Globo: Tome vacina e olhe para seu corpo: oncologista Paulo Hoff dá 10 dicas para prevenir câncer -  https://oglobo.globo.com/saude/tem-que-ler/guia/tome-vacina-e-olhe-para-seu-corpo-oncologista-paulo-hoff-da-10-dicas-para-prevenir-cancer.ghtml
O Globo: O câncer e as fake News - https://oglobo.globo.com/blogs/receita-de-medico/post/2023/06/cancer-e-fake-news-uma-relacao-perigosa.ghtml
DauzioCast: Como o diagnóstico de câncer mudou nos últimos anos - https://www.youtube.com/watch?v=uOe4pyk1Dm8
2022
O Globo: Bons hábitos, sempre, contra o câncer - https://blogs.oglobo.globo.com/receita-de-medico/post/bons-habitos-sempre-contra-o-cancer.html
O Globo: Amar é cuidar - https://oglobo.globo.com/blogs/receita-de-medico/post/2022/06/amar-e-cuidar.ghtml
O Globo: Vape, uma cortina de fumaça - https://oglobo.globo.com/blogs/receita-de-medico/post/2022/09/vape-uma-cortina-de-fumaca.ghtml
2021
BandNews: Ponto a Ponto com o oncologista Paulo Hoff -  https://www.youtube.com/watch?v=URagDpfIKUg
Exame: Rede D'Or: o megaprojeto de R$ 1,5 bi para mudar o mapa da saúde –  https://exame.com/insight/rede-dor-o-megaprojeto-de-r-15-bi-para-mudar-o-mapa-da-saude/p
Ciência que Nós Fazemos: Os cientistas mais influentes do mundo - https://www.cienciaquenosfazemos.org/post/os-cientistas-mais-influentes-do-mundo-lista-2021-com-812-brasileiros-veja-aqui
Metrópoles: “Sobrevida pós-câncer tem cada vez mais qualidade”, afirma Paulo Hoff - https://www.metropoles.com/saude/sobrevida-pos-cancer-tem-cada-vez-mais-qualidade-afirma-paulo-hoff
2020
Metrópoles: Paulo Hoff avisa a pacientes com câncer: "Não parem tratamentos" - https://www.metropoles.com/saude/paulo-hoff-avisa-pacientes-com-cancer-nao-parem-tratamentos
2019
TV Globo (Bem Estar): Cerca de 15% dos casos de câncer têm influência de vírus - https://globoplay.globo.com/v/2197796/
2018
Globo News: Paulo Hoff destaca importância da pesquisa na luta contra o câncer - https://globoplay.globo.com/v/8789101/
Folha de S.Paulo: José Otavio Costa Auler Jr e Paulo M. Hoff: Icesp, dez anos de um gigante da medicina - https://www1.folha.uol.com.br/opiniao/2018/05/jose-otavio-costa-auler-jr-e-paulo-m-hoff-icesp-dez-anos-de-um-gigante-da-medicina.shtml
Correio Braziliense: "Combate ao câncer melhorou", avalia o oncologista Paulo Hoff em entrevista https://www.correiobraziliense.com.br/app/noticia/cidades/2018/01/08/interna_cidadesdf,651916/combate-ao-cancer-melhorou-avalia-o-oncologista-paulo-hoff.shtml
2017
Veja (Páginas Amarelas): O médico que vale ouro - https://veja.abril.com.br/revista-veja/o-medico-que-vale-ouro
Veja SP: Paulo Hoff: o médico das estrelas - https://vejasp.abril.com.br/coluna/terraco-paulistano/paulo-hoff-o-medico-das-estrelas
O Globo: “Não é verdade que ainda não temos a cura para o câncer”, diz Paulo Hoff - https://oglobo.globo.com/saude/nao-verdade-que-ainda-nao-temos-cura-para-cancer-diz-paulo-hoff-21209003
Folha de S.Paulo: É preciso discutir quanto custa prolongar a sobrevida, diz Paulo Hoff –https://www1.folha.uol.com.br/equilibrioesaude/2017/04/1878021-e-preciso-discutir-quanto-custa-prolongar-a-sobrevida-diz-paulo-hoff.shtml
2012
TV Cultura: Complicações; Paulo Hoff - https://cultura.uol.com.br/videos/36433_complicacoes-paulo-hoff.html
2011
O Globo: Paulo Hoff , entre os melhores do mundo, com simplicidade -  https://oglobo.globo.com/politica/paulo-hoff-entre-os-melhores-do-mundo-com-simplicidade-3221621
2009
Folha de S.Paulo: O mais jovem dos melhores - https://www1.folha.uol.com.br/fsp/especial/fj1502200924.htm
Gazeta do Povo: Médico de Alencar e Dilma reconhece que serviço ainda é desigual no Brasil - https://www.gazetadopovo.com.br/saude/medico-de-alencar-e-dilma-reconhece-que-servico-ainda-e-desigual-no-brasil-byyp2oscs1rw6r0cdu8v2f7ta/

## Obras publicadas

### Pesquisa médica (como autor ou coator)
- Tratado de Oncologia   Paulo Marcelo Gehm Hoff; CHAMMAS, R.; BONADIO, RENATA COLOMBO., 2ª edição, ed.2. São Paulo: Editora Atheneu, 2022, p. 980.[14]
- Icesp 10 anos! [15]                               HOFF, P M; CHAMMAS, ed.1ª. São Paulo: Atheneu, 2018, v.01., p. 79.
- Manual de Condutas em Oncologia                                                                                             HOFF, P M; DIZ, M. E.; TESTA, L.., 3ª Edição., ed.3. São Paulo: Atheneu, 2018, v.01., p. 240.[16]
- Oncologia Clínica, Terapia Baseada em Evidências - Tumores Sólidos                                                                                                                 HOFF, P M; Katz, Artur; COSTA, F.; BARIANNI, G.; FERNANDES, G. S.; FERRARI, C. L. S., ed.3a.. São Paulo: Hospital Sírio-Libanês, 2017, v.01., p. 539.[17]
- Oncologia Cutânea                                                                                                                          Paulo M Hoff; LUPPI, O.; RIBEIRO, S. C.; NARDO, M. 1 Edição, ed.1. São Paulo: Atheneu, 2017[18]
- Manual de Condutas em Oncologia                                                                                                                                                   Paulo M Hoff; DIZ, MARIA DEL PILAR ESTEVEZ; PEREIRA, JULIANA. Manual de Condutas em Oncologia – 2ª Edição, Instituto do Câncer de São Paulo, ed.2. São Paulo: , 2014[19] Home page: http://observatorio.fm.usp.br/handle/OPI/10846
- Oncologia Clínica Baseada em Evidências                                                                          Paulo M Hoff; KATZ, A.; MARQUES, RICARDO J.; Novis YA; Rocha, V. G.; COSTA, F.; Ferrari, Claudio Luiz Seabra. 2ª Edição Centro de Oncologia do Hospital Sírio-Libanês, ed.1. São Paulo, 2014[20]
- Tratado de Oncologia                                                                                                                                                   HOFF, P M; Katz, Artur; CHAMMAS, R.; Vicente Odone Filho; NOVIS, Y. S.., ed.1a.. São Paulo, SP: Atheneu, 2013, v.02., p. 2829.[21]

### Pesquisa médica (como colaborador)
- Trials que mudaram a história da oncologia [22]                                                                                                                                 BONADIO, RENATA COLOMBO; NADER MARTA, GUILHERME; MOTA, JOSE MAURICIO; Castro Junior, Gilberto; Paulo Marcelo Gehm Hoff. Os 100 Trials que mudaram a história da oncologia, ed.1. São Paulo: Editora dos Editores, 2021, v.1., p. 504.
- Manual Multiproﬁssional em Oncologia: Enfermagem [23]                                                                                                                                  ALMEIDA, S.; SILVA, A. M.; SILVA, M. R.; SANTOS, D. V.; Paulo Marcelo Gehm Hoff., ed.1. São Paulo: Atheneu, 2018, v.1., p. 520.
- Manual de Condutas em Cardio-Oncologia [24]                                                                HAJJAR, L. A.; KALIL, R.; HOFF, P.M., ed.1a.. Rio de Janeiro: Atheneu, 2017, v.01., p. 291.

#### Currículo Lattes
https://lattes.cnpq.br/1161396481073464
Redes sociais
Linkedin - linkedin.com/in/paulo-hoff-1b14b3189
Instagram - http://www.instagram.com/paulo.m.hoff/
X - https://x.com/paulohoff10